# 横浜アイランドタワー
横浜アイランドタワー（よこはまアイランドタワー）は、神奈川県横浜市中区にある都市基盤整備公団（現・都市再生機構〈UR都市機構〉）が開発した高さ119mの超高層オフィスビル。北仲通南地区第一工区の開発計画として2003年（平成15年）に竣工した。

## 概要
旧第一銀行横浜支店（1980年以降は横浜銀行本店別館）の一部を保存改修してホールとし、新しい高層のオフィスビルを複合した施設である。建物は三角形敷地の一角を二等分線上に配置して、関内地区に対してシンメトリーの象徴的なファサードを表し、低層部の両ウィングは保存建物の軒高に合わせて、街並みへの連続とスケールを創出している。

### 低層部
東側先端のトスカーナ式オーダー列柱を特徴とする重厚な外観の低層部は、1929年（昭和4年）築で近代建築完成期の作品のひとつである旧第一銀行横浜支店の、バルコニー部分を曳家工法で移築して組み込み、同時にそれ以外の外観部分をファサードで形態復元した。2003年（平成15年）度には「旧横浜銀行本店別館 （元第一銀行横浜支店）」として、横浜市認定歴史的建造物に認定されている。
内部は2階吹き抜けになっており、創建当初をイメージして装飾されている。2020年（令和2年）3月末まではヨコハマ創造都市センター (YCC) の施設として活用されていた。2025年（令和7年）4月から改修工事を始め、同年9月頃にクラフトカフェやフラワーショップ、アトリエ、シェアオフィスなどが入る新たなアートの発信拠点（運営事業者は竹中工務店を代表とする「BankPark YOKOHAMA」）として開業する予定である。

## 主なテナント
- 独立行政法人都市再生機構 (UR都市機構) 本社（5-16階・19階）[7][8]
- 株式会社エステック 本社（18階）[9]
- 独立行政法人鉄道建設・運輸施設整備支援機構 (鉄道・運輸機構) 本社（19-27階）[10]

## 交通アクセス
- JR・市営地下鉄 桜木町駅 徒歩5分
- 横浜高速鉄道みなとみらい線 馬車道駅 1b出口直結